# أكيرا (فلم)
أكيرا (باليابانية: アキラ) هو فلم أنمي ياباني أنتج عام 1988. من إخراج وتأليف كاتسوهيرو أوتومو بناء على مانغا أكيرا. يعتبر الكثير من النقاد هذا الفلم من أبرز الأفلام من هذا النوع. ومن أسباب نجاح الفلم احتوائه على رسوم ذات جودة عالية مقارنة بالأفلام في ذلك الوقت، والاهتمام الكبير بدقة تزامن حركة الشفتين بالنسبة للشخصيات عندما تتكلم، حيث تم تسجيل الصوت قبل الانتهاء من رسم الفلم. تدور أحداث الفلم في طوكيو المستقبل وبالتحديد في عام 2019، بعدما دمرتها «الحرب العالمية الثالثة».

## الشخصيات
- شوتارو كانيدا

أداء صوتي: ميتسوؤو إيواتا
- تيتسو شيما

أداء صوتي: نوزومو ساساكي
- كاي

أداء صوتي: مامي كوياما
- العقيد شيكشيما

أداء صوتي: تارو إيشيدا
- ريوساكو (ريو)

أداء صوتي: تيشو غيندا
- الدكتور أونيشي

أداء صوتي: ميزوهو سوزوكي
- تاكاشي (رقم 26)

أداء صوتي: تاتسوهيكو ناكامورا
- كييوكو (رقم 25)

أداء صوتي: فوكوي إيتو
- ماسارو (رقم 27)

أداء صوتي: كازوهيرو شيندو
- كاوري

أداء صوتي: يوريكو فتشيزاكي
- ياماغاتا

أداء صوتي: ماساكي أوكورا
- كاي

أداء صوتي: تاكيشي كوساو
- نيزو

أداء صوتي: هيروشي أوتاكي
- الارهابي 1

أداء صوتي: ماساتو هيرانو
- الارهابي 2

أداء صوتي: يوكيماسا كيشينو
- شيمازاكي

أداء صوتي: يوكيماسا كيشينو
- منسق مجلس العقيد

أداء صوتي: كويتشي كيتامورا
- إييتشي واتانابي

أداء صوتي: تارو أراكاوا
- ميتسورو كواتا

أداء صوتي: يوكيماسا كيشينو
- يوجي تاكياما

أداء صوتي: ماساتو هيرانو
- السيدة مياكو

أداء صوتي: كويتشي كيتامورا
- المفتش

أداء صوتي: ميتشيرو إيكيميزو
- الجندي

أداء صوتي: كازومي تاناكا
- بارمان هاروكيا

أداء صوتي: يوسكي أكيموتو

## وصلات خارجية
- أكيرا على موقع IMDb (الإنجليزية)
- أكيرا على موقع ميتاكريتيك (الإنجليزية)
- أكيرا على موقع روتن توميتوز (الإنجليزية)
- أكيرا على موقع نتفليكس (الإنجليزية)
- أكيرا على موقع ألو سيني (الفرنسية)
- أكيرا على موقع Turner Classic Movies (الإنجليزية)
- أكيرا على موقع أول موفي (الإنجليزية)
- أكيرا على موقع بوكس أوفيس موجو (الإنجليزية)
- أكيرا على موقع فيلمافينيتي (الإسبانية)
- أكيرا على موقع قاعدة بيانات الفيلم (الإنجليزية)
- الموقع الرسمي